# Acer hemionitis
Acer hemionitis é uma espécie de árvore do gênero Acer, pertencente à família Aceraceae.